# باغ رجب
باغ رجب هي قرية في مقاطعة خوي، إيران. يقدر عدد سكانها بـ 155 نسمة بحسب إحصاء 2016.